# شاپرکیان حلقه‌دار
شاپرکیان حلقه‌دار(نام علمی: Calpinae) نام یک زیرخانواده از تیره شاپرکان جغدی است.